# Rahi Chakraborty
Rahi Chakraborty (en hindi: राही चक्रवर्ती, n. 30 de abril de 1988) es un cantante, compositor, multinstrumentista y productor musical indio. Saltó a la fama entre los primeros finalistas de un espectáculo de música de MTV India, de un programa de televisión llamado Mtv Rock On. Fue alumno del Instituto de Cine y Televisión de la India de Pune, además sus canciones tratan de la angustia adolescente, la espiritualidad y las cuestiones políticas y es uno de los cantautores más reconocidos por sus composiciones y su presencia vocal. En el 2013, estudió el Conservatorio de Música de KM ARRahman, en Chennai. En sus composiciones, incursionó en la música electrónica y el rock.

## Biografía
Nació el 30 de abril de 1988, en Calcuta, en el seno de una familia de músicos, Rahi tomó lecciones de guitarra con Amyt Datta. Aprendió música clásica en el ITC Sangeet Research Academy de Jainul Abedin del Agra Gharana. Hizo sus estudios en el Point South High School y se graduó en idioma inglés con honores de la universidad de San Xavier, en Calcuta.

## Carrera
Consiguió su primer destaque en el Opus, un evento organizado por St. Lawrence School en Kolkata. Ganó varios premios siendo considerado como el mejor cantante y poeta. Seguido por Levi Band e Mataram III, bandas musicales que concursaban también y en las que salieron junto a él como finlalistas. Scholastic Beats, en asociación con T2, vio por primera vez que se destacaban sus canciones en los medios impresos.  Después de la competencia, se tomó un descanso para tomar cursos de ingeniería de sonido que iba a ser su punto fuerte en los próximos años.
Rahi había estado estudianestudió los poetas en urdú y fue muy influenciado por el sufismo. Eso dio lugar a una amalgama ende su lírica,q ue forman una dicotomía de principios en conflicto. Trata el tema de la agresión de los jóvenes, tipificado por La tierra baldía de T. S. Eliot y la mística sufí.

## Discografía

### World Music/Electrónica/Folk
- Rahi World Music EP Volume 1 (2014)

### Para MTV Rock On
- Rahi MTV Rock On Singles (2011)